# Epistigme nidulans
Epistigme nidulans är en svampart som beskrevs av Syd. 1924. Epistigme nidulans ingår i släktet Epistigme, divisionen sporsäcksvampar och riket svampar.   Inga underarter finns listade i Catalogue of Life.